# Homestead-Miami Speedway
L'Homestead-Miami Speedway è un autodromo della Florida, negli Stati Uniti d'America. Si trova a Homestead, un comune a circa 50 km a sud-ovest di Miami ed è di proprietà della International Speedway Corporation che ne è anche il gestore.
A partire dal 2002 la pista di Homestead è stata la sede della gara conclusiva dei campionati di tutte le tre serie principali gestite dalla NASCAR: la Sprint Cup Series, la Nationwide Series e la Camping World Truck Series. La casa automobilistica Ford sponsorizza tutte le tre gare che concludono i tre campionati ed i nomi ufficiali di queste tre gare sono Ford 400, Ford 300 e Ford 200 ed al fine settimana in cui si svolgono queste gare è stato dato il nome di Ford Championship Weekend. La Nationwide Series, teneva su questa pista la gara conclusiva del campionato già dal 1995, anno d'inaugurazione dell'autodromo.
L'impianto ospita anche una gara del campionato Grand-Am Rolex Sports Car Series, gara che, per questa categoria, non è l'ultima del campionato, come invece avviene per i tre campionati NASCAR principali.

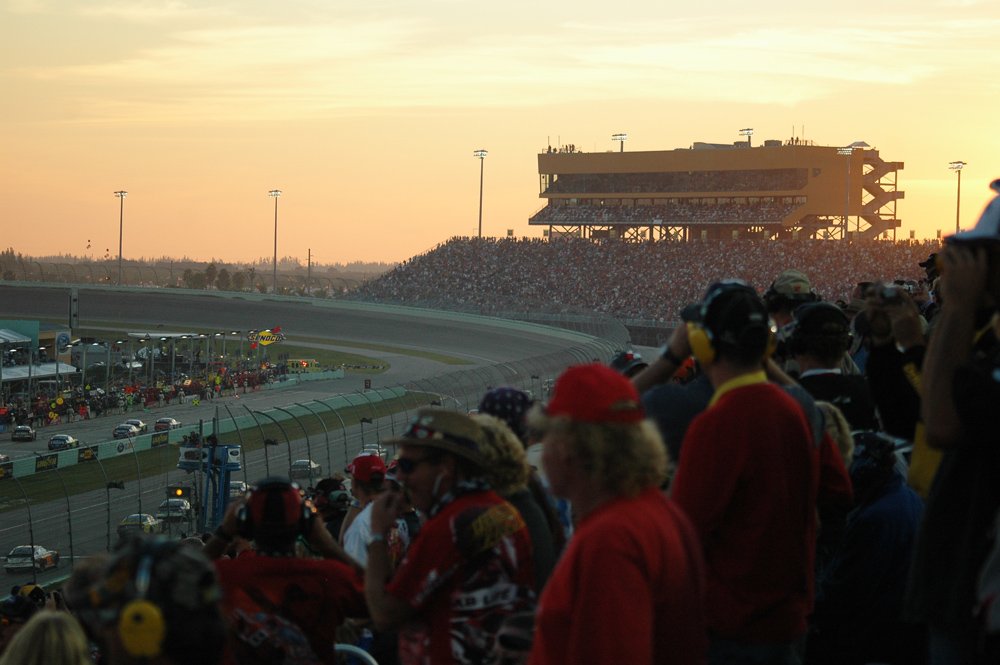
La Homestead-Miami Speedway al tramonto.

## I tracciati
L'impianto può essere usato i tre diverse configurazioni.
Il cosiddetto tracciato ovale è costituito da due rettilinei e due semi-curve paraboliche sopraelevate ed è lungo 2414 metri. I rettilinei hanno un'inclinazione di 3° mentre le curve hanno un'inclinazione che varia progressivamente da 18 a 20°. Il giro record sulla pista in questa conformazione è di 0:24.462 stabilito da Sam Hornish, Jr. nel 2006 quando pilotava per la Penske Racing in IndyCar Series.
La pista stradale utilizza un percorso tracciato all'interno dell'ovale. Ha 15 curve, è lungo 3702 metri ed ha in comune con l'ovale solo i rettilinei. Il giro record del tracciato stradale è di 1:13.022 ed è stato fatto registrare da David Donohuesu una Porsche Daytona Prototype della Brumos Racing nel 2008.
Esiste poi una variante del tracciato stradale usato per campionati minori ed eventi particolari.

Ovale
Stradale
Stradale modificato

## Statistiche della NASCAR Sprint Cup Series

### I record della NASCAR Sprint Cup Series
| Maggior numero di vittorie                                                                 | 3    | Greg Biffle, Tony Stewart, Denny Hamlin |
| Maggior numero di Top 5                                                                    | 5    | Jeff Gordon, Kevin Harvick              |
| Maggior numero di Top 10                                                                   | 9    | Jeff Gordon                             |
| Maggior numero di partenze                                                                 | 12   | 5 piloti                                |
| Maggior numero di pole position                                                            | 2    | Kurt Busch, Jimmie Johnson, Kasey Kahne |
| Maggior numero di giri completati                                                          | 3206 | Tony Stewart                            |
| Maggior numero di giri in testa                                                            | 441  | Carl Edwards                            |
| Posizione media alla partenza*                                                             | 7.9  | Kasey Kahne                             |
| Posizione media al traguardo*                                                              | 5.7  | Carl Edwards                            |
| * Considerando solo i piloti con almeno 4 partenze all'attivo. Statistiche al 21 nov. 2010 |      |                                         |

### Vincitori della gara della NASCAR Sprint Cup Series
| Stagione                                                                          | Data         | Nome ufficiale della gara       | N° | Vincitore        | Sponsor                      | Costruttore | Distanza              | Velocità media             | Margine di vittoria |
| --------------------------------------------------------------------------------- | ------------ | ------------------------------- | -- | ---------------- | ---------------------------- | ----------- | --------------------- | -------------------------- | ------------------- |
| 1999                                                                              | 14 novembre  | Pennzoil 400 presented by Kmart | 20 | Tony Stewart     | Home Depot                   | Pontiac     | 400,5 mi (644,5 km)   | 140,355 mph (225,879 km/h) | 5.289 sec           |
| 2000                                                                              | 12 novembre  | Pennzoil 400                    | 20 | Tony Stewart     | Home Depot                   | Pontiac     | 400,5 mi (644,5 km)   | 127,48 mph (205,159 km/h)  | 4.561 sec           |
| 2001                                                                              | 11 novembre  | Pennzoil Freedom 400            | 9  | Bill Elliott     | Dodge/UAW                    | Dodge       | 400,5 mi (644,5 km)   | 117,449 mph (189,016 km/h) | 1.42 sec            |
| 2002                                                                              | 16 novembre  | Ford 400                        | 97 | Kurt Busch       | Little Tikes/Rubbermaid      | Ford        | 400,5 mi (644,5 km)   | 116,462 mph (187,427 km/h) | 2.070 sec           |
| 2003                                                                              | 16 novembre  | Ford 400                        | 18 | Bobby Labonte    | Interstate Batteries         | Chevrolet   | 400,5 mi (644,5 km)   | 116,868 mph (188,081 km/h) | 1.749 sec           |
| 2004                                                                              | 21 novembre  | Ford 400                        | 16 | Greg Biffle      | National Guard/Subway        | Ford        | 406,5 mi (654,2 km) * | 105,623 mph (169,984 km/h) | 0.342 sec           |
| 2005                                                                              | 20 novembre  | Ford 400                        | 16 | Greg Biffle      | National Guard/Post-it       | Ford        | 400,5 mi (644,5 km)   | 131,431 mph (211,518 km/h) | 0.017 sec           |
| 2006                                                                              | 19 novembre  | Ford 400                        | 16 | Greg Biffle      | National Guard               | Ford        | 402 mi (647,0 km) *   | 125,375 mph (201,772 km/h) | 0.389 sec           |
| 2007                                                                              | 18 novembre  | Ford 400                        | 17 | Matt Kenseth     | DeWalt Nano                  | Ford        | 400,5 mi (644,5 km)   | 131,888 mph (212,253 km/h) | 0.852 sec           |
| 2008                                                                              | 16 novembre  | Ford 400                        | 99 | Carl Edwards     | Office Depot                 | Ford        | 400,5 mi (644,5 km)   | 129,472 mph (208,365 km/h) | 7.548 sec           |
| 2009                                                                              | 22 novembre  | Ford 400                        | 11 | Denny Hamlin     | FedEx Express                | Toyota      | 400,5 mi (644,5 km)   | 126,986 mph (204,364 km/h) | 2.63 sec            |
| 2010                                                                              | 21 novembre  | Ford 400                        | 99 | Carl Edwards     | Aflac                        | Ford        | 400,5 mi (644,5 km)   | 126,585 mph (203,719 km/h) | 1.608 sec           |
| 2011                                                                              | 20 novembre  | Ford 400                        | 14 | Tony Stewart     | Office Depot, Mobil 1        | Chevrolet   | 400,5 mi (644,5 km)   | 114,76 mph (184,69 km/h)   | 1.306 sec           |
| 2012                                                                              | 18 novembre  | Ford EcoBoost 400               | 24 | Jeff Gordon      | DuPont                       | Chevrolet   | 400,5 mi (644,5 km)   | 142,245 mph (228,9 km/h)   | 1.028 sec           |
| 2013                                                                              | 17 novembre  | Ford EcoBoost 400               | 11 | Denny Hamlin     | FedEx Express                | Toyota      | 400,5 mi (644,5 km)   | 130,693 mph (210,3 km/h)   | -                   |
| 2014                                                                              | 16 novembre  | Ford EcoBoost 400               | 4  | Kevin Harvick    | Budweiser                    | Chevrolet   | 400,5 mi (644,5 km)   | 122,28 mph (196,8 km/h)    | -                   |
| 2015                                                                              | 22 novembre  | Ford EcoBoost 400               | 18 | Kyle Busch       | M&M's Crispy                 | Toyota      | 400,5 mi (644,5 km)   | 131,755 mph (212,0 km/h)   | -                   |
| 2016                                                                              | 20 novembre  | Ford EcoBoost 400               | 48 | Jimmie Johnson   | Lowe's                       | Chevrolet   | 402 mi (647,0 km)     | 128,869 mph (207,4 km/h)   | -                   |
| 2017                                                                              | 19 novembre  | Ford EcoBoost 400               | 78 | Martin Truex Jr. | Bass Pro Shops/Tracker Boats | Toyota      | 400,5 mi (644,5 km)   | 131,9 mph (212,3 km/h)     | -                   |
| 2018                                                                              | 18 novembre  | Ford EcoBoost 400               | 22 | Joey Logano      | Shell/Pennzoil               | Ford        | 400,5 mi (644,5 km)   | 133,056 mph (214,1 km/h)   | -                   |
| 2019                                                                              | 17 novembre  | Ford EcoBoost 400               | 18 | Kyle Busch       | M&M's                        | Toyota      | 400,5 mi (644,5 km)   | 142,654 mph (229,6 km/h)   | -                   |
| 2020                                                                              | 14 giugno*   | Dixie Vodka 400                 | 11 | Denny Hamlin     | FedEx Office                 | Toyota      | 400,5 mi (644,5 km)   | 127,751 mph (205,6 km/h)   | -                   |
| 2021                                                                              | 28 febbraio* | Dixie Vodka 400                 | 24 | William Byron    | Axalta                       | Chevrolet   | 400,5 mi (644,5 km)   | 124,669 mph (200,6 km/h)   | -                   |
| 2022                                                                              | 23 ottobre*  | Dixie Vodka 400                 | 5  | Kyle Larson      | Valvoline                    | Chevrolet   | 400,5 mi (644,5 km)   | 129,612 mph (208,6 km/h)   | -                   |
| *Gara estesa di uno o più giri a causa della regola "Green-White-Checker Finish". |              |                                 |    |                  |                              |             |                       |                            |                     |

## I record

### IndyCar
| Tipo                | Distanza (miglia / km) | Data           | Pilota           | Telaio / Motore | Tempo       | Velocità media (mph / km/h) |
| ------------------- | ---------------------- | -------------- | ---------------- | --------------- | ----------- | --------------------------- |
| Qualifiche (1 giro) | 1.5 / 2.390            | March 25, 2006 | Sam Hornish, Jr. | Dallara / Honda | 0:00:24.462 | 218.539 / 351.704           |
| Gara (200 giri)     | 300.000 / 477.975      | March 26, 2006 | Dan Wheldon      | Dallara / Honda | 1:46:15.530 | 167.730 / 269.935           |

### NASCAR
| Record                            | Data             | Pilota         | Casa costruttrice | Tempo   | Velocità media                                          |
| --------------------------------- | ---------------- | -------------- | ----------------- | ------- | ------------------------------------------------------- |
| NASCAR Sprint Cup Series          |                  |                |                   |         |                                                         |
| Qualifica                         | 14 novembre 2003 | Jamie McMurray | Dodge             | 29.816  | 181,111 mph (291,5 km/h)                                |
| Gara (400 miglia)                 | 14 novembre 1999 | Tony Stewart   | Pontiac           | 2:51:14 | 140,335 mph (225,8 km/h) (prima della riconfigurazione) |
| NASCAR Nationwide Series          |                  |                |                   |         |                                                         |
| Qualifica                         | 20 novembre 2004 | Casey Mears    | Dodge             | 30.348  | 177,936 mph (286,4 km/h)                                |
| Gara (300 miglia)                 | 10 novembre 2001 | Joe Nemechek   | Chevrolet         | 2:16:10 | 132,191 mph (212,7 km/h) (prima della riconfigurazione) |
| NASCAR Camping World Truck Series |                  |                |                   |         |                                                         |
| Qualifica                         | 16 novembre 2007 | Jon Wood       | Ford              | 31.180  | 173,188 mph (278,7 km/h)                                |
| Gara (200 miglia)                 | 15 novembre 2002 | Ron Hornaday   | Chevy             | 1:30:30 | 133,260 mph (214,5 km/h) (prima della riconfigurazione) |